# Петруш Шумков
Петър (Петруш) Р. Шумков е български търговец и общественик, деец на Българското възраждане в Македония.

## Биография
Роден е в големия българо-влашки македонски град Крушево, тогава в Османската империя. Занимава се с търговия в Солун. В Солун Петруш Шумков е един от най-ревностните български екзархийски дейци и заслужава уважението на екзарх Йосиф I. В 1869 година е избран за подпредседател на българската черковна община в града. Допринася много за развитието на българското просветно дело в Солун. При откриването на българския параклис в Солун на 20 юли 1873 година Шумков заедно с Насте Стоянов, Димитър Паунчев и устабаши Георги Стоянов от Връбница става негов настоятел. Той е училищен настоятел и член на комисията за пансиона на Солунската българска мъжка гимназия още от откриването ѝ. Назначен е за постоянен член на велаетската учебна комисия (маарифи-комисион) от солунския валия Галиб паша. В 1882 – 1883 година е касиер на строежа на новото крило към училището в Солун.